# Lucia Reining

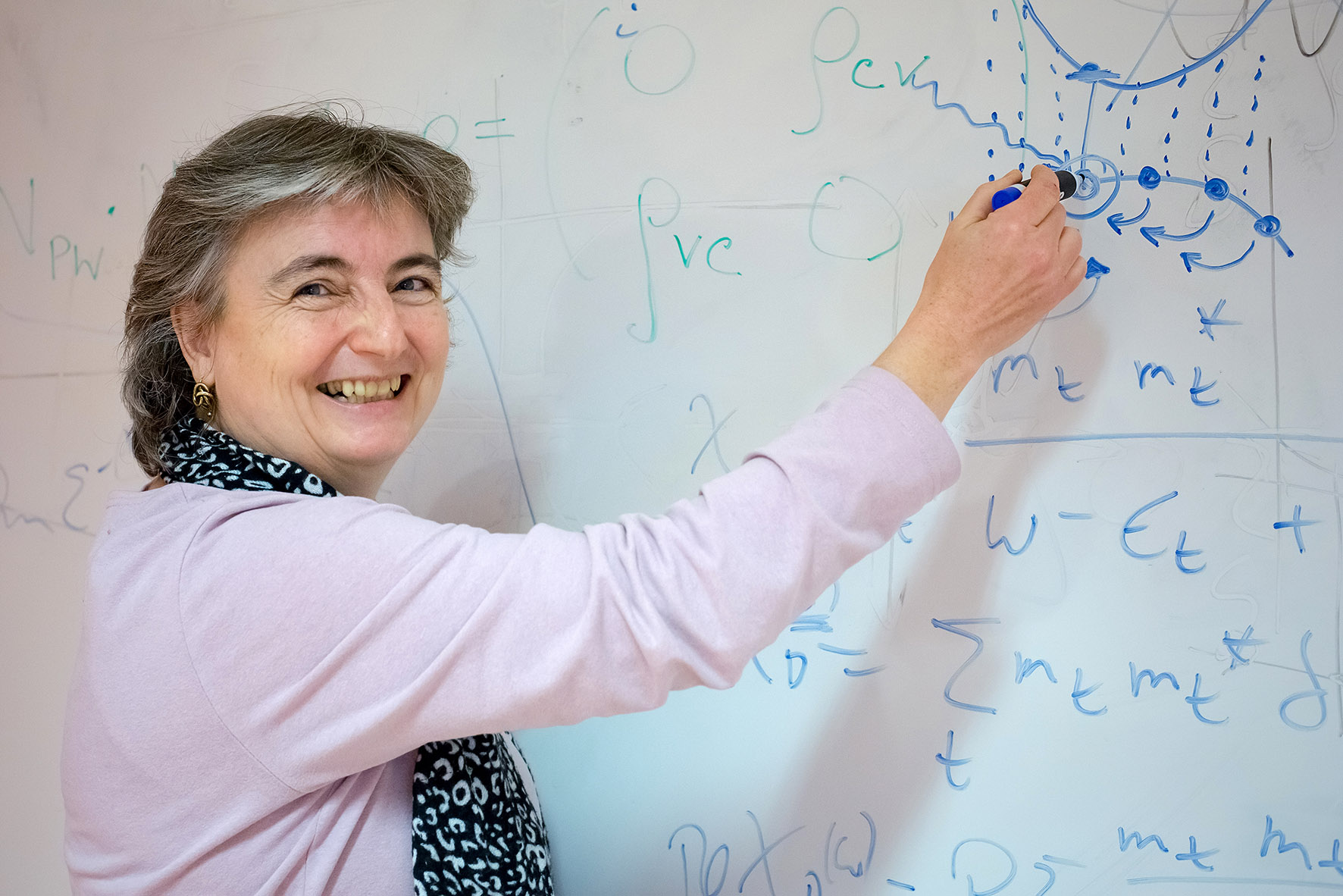
Reining im Jahr 2013

Lucia Reining (geboren am 13. September 1961) ist eine deutsche theoretische Spektroskopikerin, die in Frankreich als Forschungsdirektorin (Sonderklasse) beim französischen Nationalen Zentrum für wissenschaftliche Forschung (CNRS) im Laboratoire des Solides Irradiés an der École Polytechnique arbeitet.

## Ausbildung und Karriere
Reining studierte ab 1980 Physik an der RWTH Aachen und schloss dort 1985 unter der Betreuung von Ivan Egry mit dem Diplom ab. Ihr Promotionsstudium absolvierte sie bei Rodolfo Del Sole an der Universität Rom Tor Vergata und schloss es 1991 ab.
Nach einem Marie-Curie-Postdoc-Stipendium am Centre Européen de Calcul Atomique et Moléculaire in Orsay wurde Reining 1992 wissenschaftliche Mitarbeiterin des CNRS. Im Jahr 2002 wurde sie zur Forschungsdirektorin befördert und 2016 zur Direktorin für Forschung der Sonderklasse.

## Auszeichnungen
Reining wurde 2003 mit der CNRS-Silbermedaille ausgezeichnet. 2007 wurde sie auf Vorschlag der APS Division of Computational Physics zum Fellow der American Physical Society (APS) gewählt, „für ihre grundlegenden Beiträge zur Ab-Initio-Berechnung der spektroskopischen Eigenschaften von Festkörpern unter Verwendung der Green'schen Viel-Elektronen-Funktion und zeitabhängiger Dichtefunktionalansätze“.
Sie war die Preisträgerin des Gentner-Kastler-Preises 2020 der Société Française de Physique und der Deutschen Physikalischen Gesellschaft.

## Ausgewählte Publikationen
Stefan Albrecht, Lucia Reining, Rodolfo Del Sole, Giovanni Onida: Ab Initio Calculation of Excitonic Effects in the Optical Spectra of Semiconductors. In: Physical Review Letters. Band 80, Nr. 20, 18. Mai 1998, S. 4510–4513, doi:10.1103/PhysRevLett.80.4510 (aps.org [abgerufen am 10. Januar 2022]).
Giovanni Onida, Lucia Reining, Angel Rubio: Electronic excitations: density-functional versus many-body Green’s-function approaches. In: Reviews of Modern Physics. Band 74, Nr. 2, 7. Juni 2002, ISSN 0034-6861, S. 601–659, doi:10.1103/RevModPhys.74.601 (aps.org [abgerufen am 10. Januar 2022]).
Richard M. Martin, Lucia Reining, David M. Ceperley: Interacting Electrons: Theory and Computational Approaches. Cambridge University Press, Cambridge 2016, ISBN 978-0-521-87150-1, doi:10.1017/cbo9781139050807 (cambridge.org [abgerufen am 10. Januar 2022]).